# Bergeprojekt Treher
Das Bergeprojekt Treher war ein erfolgreicher Bergeversuch einer Messerschmitt Bf 109D-1, sechzig Jahre nach ihrem Absturz, in den Donauauen bei Fischamend, nahe dem Flughafen Wien. Namengebend ist der Flugschüler Hans-Rüdiger Treher, der beim Absturz tödlich verunglückte. Sein Grab befindet sich bis heute an der Absturzstelle.

## Absturz
Anhand der geborgenen Borduhr, des Motorhauben-Rahmens mit Werksnummer, Recherchen und Augenzeugenberichten werden folgende Fakten aufgezeigt: Der Absturz geschah am Montag, dem 23. September 1940 um 16:15 Uhr. Der beim Absturz getötete Pilot war der im Dienste der deutschen Luftwaffe stehende Fähnrich und Offiziersanwärter Hans-Rüdiger Treher aus Altona an der Elbe. Er war zum Zeitpunkt des Absturzes neunzehn Jahre alt.
Die Maschine startete vom Flugplatz Schwechat-Heidfeld am Areal des heutigen internationalen Flughafens von Wien. Hans-Rüdiger Treher flog diesen Flugzeugtyp erstmals und sollte mehrere Platzrunden absolvieren. Die Luftwaffe nennt Pilotenfehler als Ursache des Verlustes. Dies konnte nach Bergung des Flugzeuges weder bestätigt noch dementiert werden. Die Maschine wurde unter steilem Winkel, in Längsrichtung stark verkürzt und mit zurückgefalteten Tragflächen und Luftschraubenblättern in bis zu fünf Metern Tiefe im Schlamm und Schlick gefunden. Gefolgert wurde, dass der Absturz bei guten Wetterbedingungen mit hoher Geschwindigkeit und in steilem Winkel bei nicht ordnungsgemäßer Funktion der Luftschraube erfolgte.

## Projektbeginn
Die Aufgabenstellung war, anhand der im Jahr 2000 zur Verfügung stehenden technischen Möglichkeiten eine Ortung des Flugzeugwracks durchzuführen. Dieses wurde unter einer 1960 gepflanzten Trauerweide, nächst einem Hochspannungsmast und eines Hochwasserschutzdammes in den Donauauen bei Fischamend, unweit der Fischamündung in die Donau vermutet. Nach Vorbereitung einer Fläche von 700 Quadratmeter durch Schilfschnitt wurde durch das Institut für Geophysik an der Universität Wien unter der Leitung von Karl-Heinz Roch mit Bodenleitfähigkeitsmessungen begonnen. Eine weitere Präzisierung der Fundstelle wurde mittels Bodenradar vorgenommen. Zudem wurden mit Metalldetektoren spezifische, oberflächennah liegende Flugzeugteile sichergestellt. Zur Vorbereitung weiterer Grabungsarbeiten musste die Trauerweide, die sich über dem Flugzeugwrack befand, gefällt werden.

## Zweiter Projektabschnitt
Nach ersten großflächigen Grabungen erschwerten stark steigendes Grundwasser, Hochwasser und eine Eiswüste über dem Projektareal den weiteren Bergungsversuch. Ölspuren an der Wasseroberfläche, die auf Teile des Motors zurückzuführen waren, ermöglichten eine genaue Eingrenzung der Tiefensuche. Der Durchbruch wurde mit der Auffindung spezifischer Flugzeugteile, in teils neuwertigem Zustand, erzielt.

## Finale Bergung
Nach technischer Planung wurde im Frühjahr 2002, unter ständigem Abpumpen des Grundwassers, die abschließende Bergung begonnen und Ende Mai desselben Jahres erfolgreich abgeschlossen.

## Rekultivierung und Beisetzung

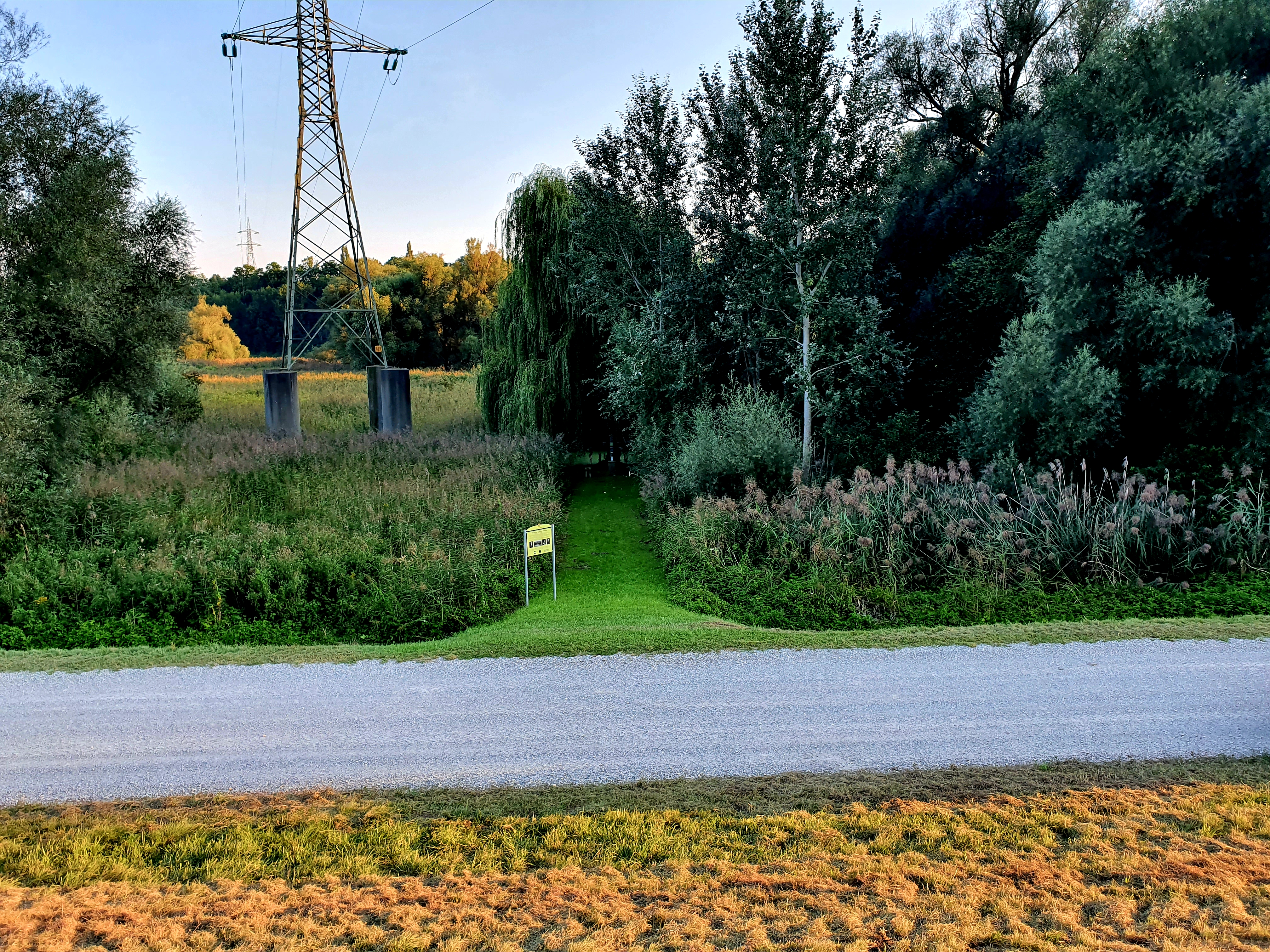
Das rekultivierte Projektareal im Spätsommer 2020, in der Bildmitte kennzeichnet eine neugepflanzte Trauerweide den Absturzort, davor Fliegerkreuz und Geschichtstafel der Stadtgemeinde Fischamend.

Die bei der Flugzeughebung gefundenen sterblichen Überreste des Piloten wurden zur Stunde des Absturzes, exakt zweiundsechzig Jahre nach seinem Tod, am Absturzort beigesetzt. Die Ausgrabungsstätte wurde bestmöglich in den Ursprungszustand versetzt; eine neu gepflanzte Trauerweide kennzeichnet den Ort des Absturzes. Nachstehend Worte des bereits verstorbenen Fischamender Stadtpfarrers Wilhelm Müller zur Beisetzung, in Beisein des deutschen Militärattachés Oberstleutnant Paulus:
„In den Jahren 2000 bis 2002 wurde ein Bergeprojekt realisiert, wobei frühere andere Bergeversuche fehlgeschlagen waren. Aufgrund von Recherchen und Gesprächen konnte herausgefunden werden, dass Hans-Rüdiger Treher ein Einzelkind war. Wahrscheinlich war es 1939, als er in den Dienst der deutschen Wehrmacht eintrat, um dann 1940 in der Jagdfliegerschule 5 in Schwechat-Heidfeld seine Ausbildung zum Piloten der Jagdflieger aufzunehmen. Anlässlich eines Schulfluges am 23. September 1940 kam es zu dem Unfall, der Treher das Leben kostete. Aufgrund eines wahrscheinlich technischen Gebrechens an seiner Jagdmaschine vom Typ Messerschnitt Bf 109 kam es zum Absturz. Hans-Rüdiger Wilhelm Treher starb hier um genau 16.15 Uhr im Alter von neunzehn Jahren.“
Der Fischamender Volksmund bezeichnet Berta Dora Gretchen Treher, die Mutter des Verstorbenen als „Die schwarze Frau beim Fliegerkreuz“, die bis zu ihrem Tod im Jahr 1978 jedes Jahr im September aus Hamburg anreiste, um die Absturzstelle und Grabstätte ihres Sohnes zu besuchen. Ihrem Ansuchen nach übernahm die Stadtgemeinde Fischamend, in weiterer Folge in Zusammenarbeit mit der Interessengemeinschaft Luftfahrt Fischamend, die Grabpflege.

## Projektleitung und Koordination
Projektleiter und Initiator war der Techniker, Autor und Präsident der Interessengemeinschaft Luftfahrt Fischamend (ILF), Rudolf Ster, Projektkoordinator der Techniker und Metallsondenspezialist Wolfgang Forthuber. Projektmitarbeiter war der Pilotensohn und bei der Stadtgemeinde bedienstete Johann Leibl. Er verstarb kurz nach Beendigung des Projektes.
Zudem beschäftigten sich der Techniker und Autor sowie Vorstandsmitglied der ILF, Reinhard Ringl, der Fischamender Stadthistoriker Adalbert Melichar und das Vorstandsmitglied der ILF, Wilhelm Gärtner, intensiv mit dem Projekt und dessen Nachbetreuung.

## Historische Aufarbeitung

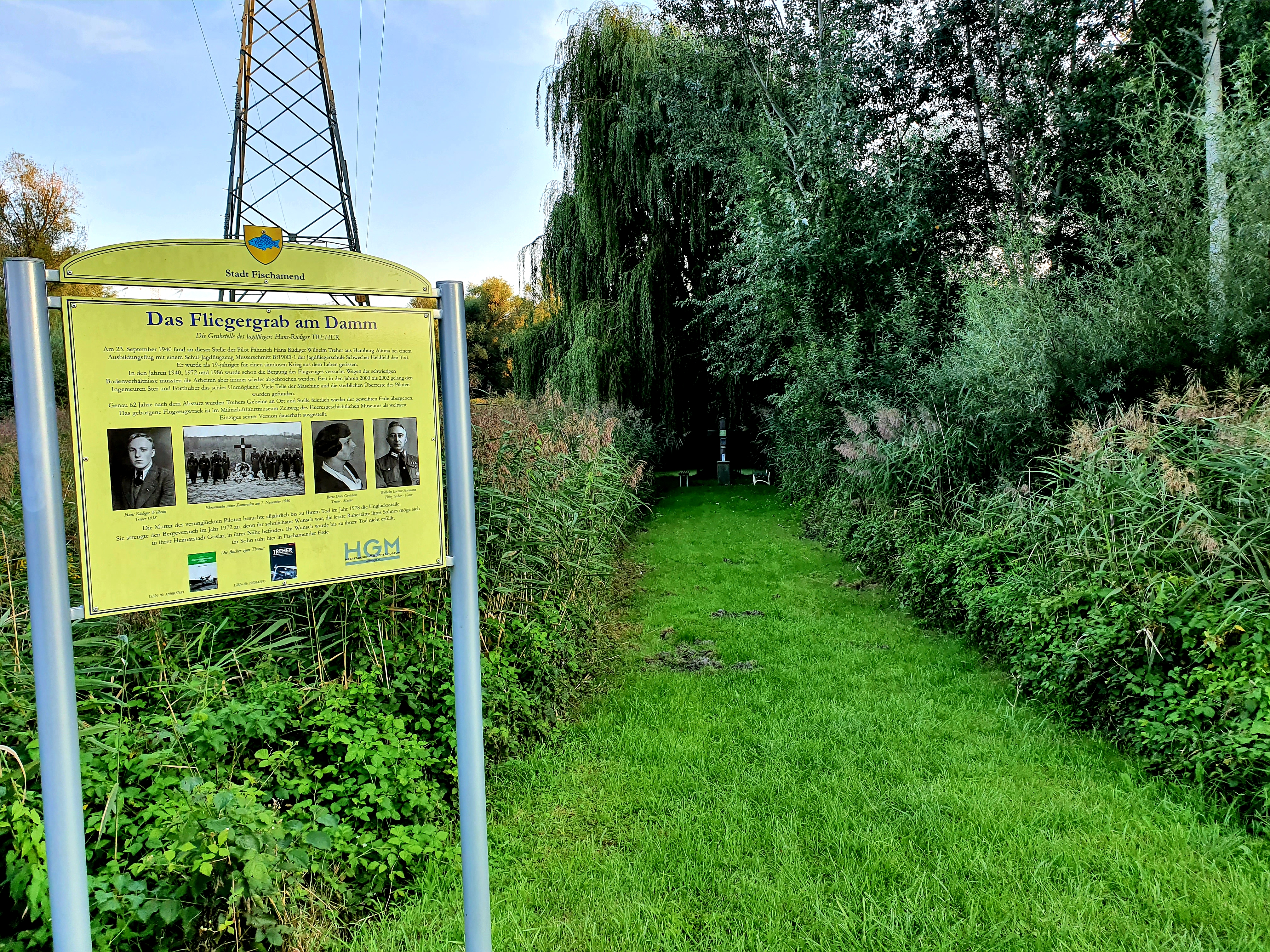
Das Fliegergrab am Damm in den Donauauen bei Fischamend, nahe dem Flughafen Wien. Tafeln der Stadtgemeinde weisen auf Geschichte, Projekt, Pilot und publizierte Bücher hin.

Vom Projektleiter wurden zwei Bücher zum Thema publiziert.
Flugzeugteile und Geschichte werden in der Dependance des Heeresgeschichtlichen Museums am Fliegerhorst Hinterstoisser in Zeltweg gezeigt.
Die Stadtgemeinde Fischamend weist mit Tafeln auf Geschichte und Absturzort hin.